# Universidad del Zulia Núcleo Costa Oriental del Lago
La Universidad del Zulia - Núcleo Costa Oriental del Lago (LUZ-COL) es un núcleo de la Universidad del Zulia en la Ciudad de Cabimas (Venezuela). 
Está dividida en tres Programas: Programa de Ingeniería, Programa de Humanidades y Educación, y Programa de Ciencias Económicas y Sociales.
Su actual Decano es Carlos García.
El núcleo Costa Oriental del Lago tiene una matrícula estudiantil que sobrepasa los doce mil estudiantes.

## Programa de Ingeniería
La Facultad o Núcleo de Ingeniería se inició a principios del año 1972, gestada a partir de una gran lucha de la comunidad de la Costa Oriental del estado Zulia, comandada por grupos  estudiantiles, entre los cuales se destacó el grupo "Barroso 2", y el Frente Pro-extensiòn Universitaria de Cabimas, con un gran soporte de  las fuerzas vivas de la zona. 
Inició su funcionamiento bajo la figura de  Extensión del Ciclo Básico de Ingeniería, siendo su primer Director y gran impulsor  el Ingeniero Luis Omar Sulbarán, y contando con el entusiasta respaldo de varios profesores nativos de Cabimas que creyeron en la iniciativa y la apoyaron. Esta extensión comenzó a funcionar en un local donado por el Banco Obrero en el sector de Las 40, y posteriormente   se trasladó a la Av. Universidad de la ciudad  Cabimas, para ocupar un edificio donado por la Compañía Shell de Venezuela, obtenido gracias a las incansable actividad desplegada y liderada por el Ing Luis Omar Sulbaran, con la colaboración de profesores  fundadores, entre los cuales pueden citarse  Próspero López Bravo, Atilio Morillo Piña, Alfredo Sánchez Cámbar y Marcelino Lunar. La Extensión del Ciclo Básico fue creciendo al ritmo del progreso académico de sus estudiantes, y fue incorporando unidades correspondientes al nivel de las escuelas profesionales. La creación y posterior consolidación de este Núcleo puede considerarse como un logro de la organización y lucha de toda una comunidad, donde participaron combativos grupos estudiantiles, aguerrido sindicatos de obreros petroleros, solidarias asociaciones de comerciantes, altos prelados de la Iglesia Católica local, personalidades y profesionales de la zona, y el personal formado por directivos, profesores, empleados y obreros que constituían la planta de la Extensión. También hay que destacar el apoyo recibido de las autoridades de la Facultad de Ingeniería con sede en Maracaibo (principalmente el Decano Ing Rolando López, nativo de Cabimas), así como de las autoridades Rectorales de la Universidad del Zulia. 
Edificación
- Decanato
- Edificio Monseñor Marco Tulio Ramírez Roa
- Edificio Ingeniero Rolando López
- Edificio Laboratorios
- Estadio Deportivo
- Cancha Deportiva
- Estacionamiento de Buses Universitarios

Menciones Ofrecidas en Ingeniería
- Civil
- Petróleo
- Mecánica
- Ambiental
- Biomédica (a ofertarse pronto)

Deportes y área cultural
El núcleo (en sus tres programas) ofrece una variada selección de Deportes y áreas culturales como son:
Deportes
- Softball
- Ajedrez
- Baloncesto
- Fútbol
- Futbolito
- Voleibol

Área Cultural
- Danza
- Teatro
- Música

## Programa de Humanidades y Educación
También llamado Núcleo Humanístico o simplemente Economía por compartir edificación con Ciencias Económicas y Sociales, fue creada en el año 1977. Se encuentra ubicado en la Urbanización Las 40's de Cabimas, entre las calles 4 (al sureste) y calle 5 (al noroeste). Su extensión es de una cuadra aproximadamente y en su parte sur se encuentra ubicado el área de taller mecánico y el Postgrado.
Edificación:Cuenta con cuatro edificaciones principales, las cuales son:
- Edificio de Economía (dividido en tres pisos o plantas: la planta baja pertenece a Humanidades y Educación, las otras dos corresponden a Ciencias Políticas y Sociales)
- Biblioteca (en construcción desde hace 10 años)
- Cafetín
- Postgrado

También cuenta con áreas verdes, un estacionamiento con capacidad aproximada de cuarenta vehículos y taller mecánico.
Carreras Ofertadas
Se obtiene el título de Licenciado en Educación en las diferentes menciones como son:
- Informática
- Educación Industrial Área Mecánica
- Educación Especial
- Educación Industrial Área Electricidad

## Programa de Ciencias Económicas y Sociales
Creada en el año de 1978.
Carreras Ofertadas
- Contaduría Pública
- Economía
- Administración
- Relaciones Industriales

## Servicios y Beneficios estudiantiles
El Núcleo LUZ-COL brinda apoyo a través de algunas dependencias para contribuir al bienestar y desarrollo de sus estudiantes.
Dirección de Desarrollo y Servicios Estudiantiles (DIDSE) ofrece:
- Comedor
- Asistencia Médica y Odontológica
- Ayudas económicas eventuales
- Becas académicas, deportivas, culturales, de rendimiento estudiantil y de formación extracurricular
- Ayuda para residencias

Centro de Orientación y Promoción Integral (COPI): Ayuda a superar dificultades de orden académico, vocacional y personal-social, mediante entrevistas y talleres diseñados, desde el área curricular, para el fin.
Estudios Universitarios Supervisados (EUS): Ofrecen la posibilidad de cursar unidades curriculares (asignaturas) del área de formación general, bajo la modalidad de Sistema de Educación a Distancia.
La Coordinación de Servicios Generales apoya desde venta de guías, donde los estudiantes pueden adquirir el material pedagógico impreso correspondiente a las unidades curriculaes y, desde el departamento de transporte universitario, a través de diferentes rutas urbanas y extraurbanas que se trasladan desde el municipio origen del estudiante hasta la sede del programa de estudio.
Las Salas de Internet que se encuentrasn ubicadas en Ingeniería, Humanidades y Educación y Ciencias Económicas y Sociales, permiten realizar consultas bibliográficas y de estatus académico.
Los Servicios Bibliotecarios brindan apoyo académico a través del uso de las bibliotecas y del banco del libro.
Autodesarrollo contribuye a potenciar competencias en las áreas:
- Artístico-Cultural
- Deportivo-Recreacional
- Cívico-Comunitario
- Desarrollo Científico-Tecnológico

La Coordinación Docente ayuda en:
- Solicitud de constancias de estudio
- Solicitud de constancias de notas
- Preparación del aco de grado
- Cambio de opción profesional
- Corrección de nombres, apellidos y estatus académico

Los Centros de Estudiantes:
- Canalizan los problemas que se puedan confrontar durante el curso de las carreras y con la prestación de los servicios estudiantiles
- Desarrollar a través de campañas de sensibilización y concientización, la actitud para mejorar, cuidar y querer las instalaciones y los recursos del Núcleo.

Prensa Estudiantil:
En el año 2009, fue creada la prensa por parte de los propios estudiantes de la facultad, llevando por nombre Bozovision que son un grupo de estudiantes, cuyo horizonte es orientar a aquellos estudiantes de La Universidad del Zulia, llevándoles información que necesitan para estar al día con la vida universitaria. Estos trabajan vía web, tanto en su página en Internet y en la red social Facebook.

## Lista de Decanos
Las primeras elecciones decanales fueron celebradas en 1994 cuando deja de ser una extensión universitaria, iniciándose una organización autonómica en el área académica y administrativa.
Decanos
- Prof. Elide Nava de Céspedes (1994 - 1997)
- Prof. Tulio Cedeño (1997 - 2000; 2000 - 2003)
- Dra. Dalmarys Salazar (2003 - 2006)
- Dr. Carlos García (2006 - Hasta la Actualidad)